# Circulez y a rien à voir !
Ne doit pas être confondu avec Tout cela n'a rien à voir avec moi.
Pour plus de détails, voir Fiche technique et Distribution.
Circulez y a rien à voir ! est un film français réalisé par Patrice Leconte, sorti en 1983.

## Synopsis
Hélène Duvernet (Jane Birkin), propriétaire d'une galerie d'art, est interrogée par les inspecteurs Pelissier (Jacques Villeret) et Leroux (Michel Blanc) pour une affaire de routine. Mais Leroux se prend de passion pour Hélène, et il commence à prendre n'importe quel prétexte pour lui parler et la surveiller. Il entre chez elle à l'improviste plusieurs fois, la prend en filature, et vole même sa voiture pour qu'elle aille au commissariat. Il se montre exceptionnellement collant et inquisiteur, sans se laisser démonter par les piques comiques et les rebuffades cinglantes d'Hélène. 
Ironiquement, Hélène se révèle avoir bel et bien quelque chose à se reprocher, puisqu'elle fait du trafic d'art avec la complicité de son amant Marc (Michel Robbe). Quand elle part à Genève pour vendre des tableaux de Modigliani cachés sous une couche de peinture pour les faire passer pour des tableaux contemporains, elle défie Leroux de suivre son avion en voiture, ce qu'il fait. Il découvre le pot aux roses en Suisse, et fait brusquement un malaise ; alors qu'Hélène lui donne une douche froide, il l'embrasse par surprise.
Troublé, il rentre seul à Paris, mais les deux finissent par se revoir chez Hélène. Ils y découvrent Marc qui y prend son bain en se séchant les cheveux ; Hélène lui annonce que Leroux est là et qu'il a découvert leur trafic. Marc, surpris, s'électrocute dans la baignoire avec son sèche-cheveux. Leroux et Hélène font donc équipe pour cacher le cadavre de Marc. Ils finissent par le balancer du haut d'un pont, mais il tombe sur une péniche. Hélène monte seule dans un avion vers le Brésil, estimant qu'elle est la seule qu'on peut lier à la mort de Marc. Mais Leroux se rend compte qu'un morceau de son éternel imperméable s'est déchiré et est resté sur le cadavre.

## Fiche technique
- Titre : Circulez y a rien à voir !
- Réalisation : Patrice Leconte
- Scénario : Patrice Leconte et Martin Veyron
- Photographie : Robert Fraisse
- Assistants réalisateurs : Patrick Dewolf, Georges Manulelis, Bruno François-Boucher
- Musique Ramon Pipin, Jean-Philippe Goude
- Affiche Philippe Lemoine
- Pays d'origine :  France
- Genre : comédie
- Format : Couleur (Fujicolor) - son mono - 1,66:1
- Durée : 84 minutes
- Date de sortie : 20 avril 1983

## Distribution
- Michel Blanc : l'inspecteur Leroux
- Jane Birkin : Hélène Duvernet
- Jacques Villeret : l'inspecteur Pelissier, coéquipier de Leroux
- Michel Robbe : Marc
- Gaëlle Legrand : Martine, la petite amie de Leroux
- Martin Lamotte : le cuisinier blagueur
- Dominique Faysse : la femme de ménage
- Luis Rego : Reska
- Alan Adair : Müller
- Wilfrid Durry : le chef de station
- Marc Adjadj : le coiffeur
- Mathieu Chardet : le douanier à la frontière suisse
- Jean-Paul Lilienfeld : le flic du pont
- Jean-Marc Roulot : le CRS à Roissy
- Serge Spira : le flic du guichet
- Ticky Holgado : le planton
- Jean-Michel Ribes : le patron du tabac
- Sacha Lavin : une femme à la galerie
- Ronny Mills : un homme à la galerie
- Patrick Chetritt : l'ami du groupe
- Jean-Marie Balembois : le douanier suisse de l'aéroport
- Éric Civanyan : Le réceptionniste à Genève
- Robert Langlois: un homme en smoking
- Guy Laporte : un client du self-service

## Autour du film
- Patrice Leconte a avoué dans une interview en 2014 qu'il a regretté avoir réalisé le film, disant que c'était « la comédie de trop que j'aurais aussi bien fait de ne pas tourner »[1].

## Tournage
Le film a été tourné à Paris (16e arrondissement), les Yvelines (Saint-Germain-en-Laye), le Val-de-Marne (Aéroport d'Orly), le Val-d'Oise (Aéroport de Paris-Roissy-Charles-de-Gaulle). La maison où réside Hélène Duvernet n'est pas à Saint-Germain-en-Laye comme cela est expliqué dans le film mais dans les Hauts-de-Seine à Vaucresson au rond-point de l'Étoile.